# Amtsgericht Wisbye
Das Amtsgericht Wisbye war ein deutsches Amtsgericht mit Sitz in Wiesby.

## Geschichte
Mit der Annexion Schleswig-Holsteins wurden 1867 in der nunmehr preußischen Provinz fünf Kreisgerichte und das übergeordnete Appellationsgericht Kiel eingerichtet. Als Eingangsgerichte wurden Amtsgerichte geschaffen, darunter das Amtsgericht Wisbye als eines von 19 Amtsgerichten des Kreisgerichts Flensburg. Den Gerichtssprengel bildete die Loharde mit Mögeltondern und Ballum.
Mit dem Inkrafttreten des deutschen Gerichtsverfassungsgesetzes am 1. Oktober 1879 wurden reichsweit einheitlich Amts-, Land- und Oberlandesgerichte geschaffen. Das Amtsgericht Wisbye wurde aufgehoben.